# ملعب راتي
ملعب راتي هو ملعب كرة قدم متعدد الأغراض يقع في أولو، فنلندا، يتسع لـ 4392 متفرج. تم افتتاحه في 1953. تم تجديده في 2009.